# توماس فیتچی
توماس فیتچی (انگلیسی: Thomas Fitchie؛ ۱۱ دسامبر ۱۸۸۱ – ۱۷ اکتبر ۱۹۴۷) فوتبالیست اهل بریتانیا بود.
از باشگاه‌هایی که در آن بازی کرده‌است می‌توان به باشگاه فوتبال آرسنال، باشگاه فوتبال فولام، و باشگاه فوتبال تاتنهام هاتسپر اشاره کرد.
وی همچنین در تیم ملی فوتبال اسکاتلند بازی کرده‌است.